# 喬丹·布里奇斯
喬丹·布里奇斯（Jordan Bridges，1973年11月13日—）是美國的一位演員。他出生在加利福尼亞的一個演員家庭，父親是演員博·布里奇斯。